# 辻さやか
辻 さやか（つじ さやか、1986年3月20日 - ）は、日本のAV女優。ティーパワーズ所属。
埼玉県出身。血液型:B型。身長:158cm。スリーサイズ:B88(E)・W・H88。

## 略歴・人物
2008年に「山咲リリィ（やまさき りりぃ）」（EMプロモーション所属）の芸名でAVデビュー。
2009年に現在の所属事務所に移籍し「辻さやか」に改名。

## 出演作品

### アダルトビデオ

#### 山咲リリィ 名義
2008年
- セレブ系 若妻白書 （7月12日、オーロラプロジェクト） ※「山咲梨里伊」名義
- 一般ユーザーが選ぶ!! 新人発掘オーディション （7月20日、ブリット）
- 私がAVに出た理由 初撮りデビュー （7月21日、h.m.p）
- 西新宿OL昼休みのアルバイト （8月22日、クリスタル映像） ※「宮崎あいか」名義
- 淫乱女優をさんざんジラした後の全開SEX!! （11月20日、ブリット）…オムニバス作品
- エキサイティングヒロイン ハイパーウーマン 危機一髪 Ver. （12月12日、GIGA）
- 噂の女子大生狩り 1 （12月20日（レンタル）／2009年1月30日（セル）、クリスタル映像]）…オムニバス作品
- 発情OL オフィスで… 26 （12月27日（レンタル）／2009年1月30日（セル）、クリスタル映像）…オムニバス作品

2009年
- 美人教師 暴行現場 36 （1月10日（レンタル）／2月6日（セル）、クリスタル映像）…オムニバス作品
- 手コキ美女 3 突撃ギャル 手コキ逆ナンパ （1月17日（レンタル）／2月6日（セル）、クリスタル映像）…オムニバス作品
- スーパーマスクヒロイン 7 （1月23日、GIGA）
- お嬢さまはバックがお好き 6 （2月21日（レンタル）／3月27日（セル）、クリスタル映像）…オムニバス作品
- 働く女 スーツに隠れた卑猥な肉体 （3月25日、ながえスタイル）…オムニバス作品
- 隣の未亡人 （4月24日、グラフィティジャパン）
- 中年男の夢を叶えるセックス やりたい放題! 5 （4月25日、ながえスタイル）…オムニバス作品
- ある惑星のオスとメス 妄想的交尾 （4月25日、ながえスタイル）…オムニバス作品
- 禁欲生活に耐え抜いた撮影現場 急所を外した寸止めプレイの連続で隠しきれないズブ濡れマ○コはもう限界!! （10月10日、ホットエンターテイメント）…オムニバス作品

#### 辻さやか 名義
2009年
- 14周年に相応しい特別なSOD女子社員達が体を張って14年間のとってもHな人気企画を振り返りました。（後編） （5月21日、SODクリエイト）…オムニバス作品 ※「辻志穂」名義
- SOD女子社員（秘）業務強化合宿 （6月18日、SODクリエイト）※「辻志穂」名義
- 萌えあがる募集若妻 淫らに狂い出す身売り若妻 118 さやかさん （5月22日、プレステージ）
- むかしを知っていれば、こんなにもエッチ♥ セーラー服 同窓会王様ゲーム 4 （7月9日、SODクリエイト）※「辻志穂」名義
- 東京奇譚 04 （7月22日、プレステージ）
- 地獄の花嫁絶頂エステ 強制快淫療法 01 （8月1日、プレステージ）
- JK顔騎圧迫 （8月15日、ブーツの館）
- 女の惨すぎる瞬間 麻薬捜査官拷問 女捜査官FILE05 辻さやかの場合 （9月19日、ベイビーエンターテイメント）
- 初めての真正中出し （9月26日、モブスターズ）
- サウナレディのお仕事 性交マッサージスペシャル （10月8日、SODクリエイト）…オムニバス作品
- OLのアフター7シリーズ 4　デカマラWフェラで淫乱になる派遣OL （11月13日、アップス）
- 当社の新しい顧問税理士は女性。もちろん頭脳明晰、しかも美人！そんな女性の恥ずかしがる姿が見たいのでAVロケで使ったスケベな経費の詳細をエロ詳しく説明してみたら発情しちゃいました。 （11月19日、Hunter）
- 女子校生のオマ○コ汁 Vol.2 （12月4日、オフィスケイズ）…オムニバス作品
- 舐めらか手コキ （12月4日、オフィスケイズ）…オムニバス作品
- ハナザカリOLシリーズ 3 代官山アパレル 新人アシスタントプロデューサー （12月11日、アップス）